# Episodi di CSI - Scena del crimine (nona stagione)
La nona stagione della serie televisiva CSI - Scena del crimine, composta da 24 episodi, è stata trasmessa in prima visione sulla CBS dal 9 ottobre 2008 al 14 maggio 2009.
In Italia la stagione è stata trasmessa in prima visione da Fox Crime dal 12 marzo al 4 giugno 2009, per la prima parte di stagione (ep. 1-13), e dal 10 settembre al 26 novembre 2009, per la seconda parte (ep. 14-24). In chiaro è stata trasmessa da Italia1 dal 12 marzo al 20 agosto 2010.
| nº | Titolo originale         | Titolo italiano              | Prima TV USA     | Prima TV Italia   |
| -- | ------------------------ | ---------------------------- | ---------------- | ----------------- |
| 1  | For Warrick              | Addio Warrick                | 9 ottobre 2008   | 12 marzo 2009     |
| 2  | The Happy Place          | Fantasmi dal passato         | 16 ottobre 2008  | 19 marzo 2009     |
| 3  | Art Imitates Life        | L'arte imita la vita         | 23 ottobre 2008  | 26 marzo 2009     |
| 4  | Let It Bleed             | Lascia che sanguini          | 30 ottobre 2008  | 2 aprile 2009     |
| 5  | Leave Out All the Rest   | La stanza delle torture      | 6 novembre 2008  | 9 aprile 2009     |
| 6  | Say Uncle                | Infanzia tradita             | 13 novembre 2008 | 16 aprile 2009    |
| 7  | Woulda, Coulda, Shoulda  | Vorrei, potrei, dovrei       | 20 novembre 2008 | 23 aprile 2009    |
| 8  | Young Man with a Horn    | Canto mortale                | 4 dicembre 2008  | 30 aprile 2009    |
| 9  | 19 Down                  | Un mostro dal passato        | 11 dicembre 2008 | 7 maggio 2009     |
| 10 | One to Go                | La decisione di Grissom      | 15 gennaio 2009  | 14 maggio 2009    |
| 11 | The Grave Shift          | Benvenuto dottor Langston    | 22 gennaio 2009  | 21 maggio 2009    |
| 12 | Disarmed and Dangerous   | Disarmato e pericoloso       | 29 gennaio 2009  | 28 maggio 2009    |
| 13 | Deep Fried & Minty Fresh | Fritto dorato e menta fresca | 12 febbraio 2009 | 4 giugno 2009     |
| 14 | Miscarriage of Justice   | Errore giudiziario           | 19 febbraio 2009 | 10 settembre 2009 |
| 15 | Kill Me If You Can       | Gareth                       | 26 febbraio 2009 | 17 settembre 2009 |
| 16 | Turn, Turn, Turn         | Legami di sangue             | 5 marzo 2009     | 24 settembre 2009 |
| 17 | No Way Out               | Senza via di scampo          | 12 marzo 2009    | 1º ottobre 2009   |
| 18 | Mascara                  | La maschera                  | 2 aprile 2009    | 8 ottobre 2009    |
| 19 | The Descent Of Man       | Il paracadutista             | 9 aprile 2009    | 15 ottobre 2009   |
| 20 | A Space Oddity           | Astro Quest                  | 16 aprile 2009   | 22 ottobre 2009   |
| 21 | If I Had A Hammer        | Il vero colpevole            | 23 aprile 2009   | 29 ottobre 2009   |
| 22 | The Gone Dead Train      | Il concorso                  | 30 aprile 2009   | 5 novembre 2009   |
| 23 | Hog Heaven               | Cospirazione e vendetta      | 7 maggio 2009    | 19 novembre 2009  |
| 24 | All In                   | All in                       | 14 maggio 2009   | 26 novembre 2009  |

## Addio Warrick
- Titolo originale: For Warrick
- Diretto da: Richard J. Lewis

Grissom, dopo aver tentato di soccorrere Warrick

- Scritto da: Allen MacDonald, Richard J. Lewis e Carol Mendelsohn

### Trama
Grissom assiste impotente all'agonia di Warrick. Dopo la morte dell'agente, le indagini si concentrano su Daniel Pritchard, la presunta “talpa” all'interno del dipartimento, ma si sospetta che ci sia qualcuno più in alto dietro l'omicidio. Catherine e Nick indagano e finalmente trovano una pista che li conduce al vicesceriffo McKeen, ma per incastrarlo servono le prove della sua colpevolezza.

## Fantasmi dal passato
- Titolo originale: The Happy Place
- Diretto da: Nathan Hope
- Scritto da: Sarah Goldfinger

### Trama
Un vecchio caso a cui ha lavorato, fa ritornare Sara nel laboratorio, convinta dell'innocenza di Tom Adler; Grissom, però, le fornisce un'interpretazione diversa del caso. Alla fine scoprirà che è veramente colpevole e che l'ha fatto spinto dalla disperazione, dopo che la moglie si era ammalata ed era diventata un vegetale. Catherine e Nick indagano sull'omicidio di Paula Bonfilio; il figlio della donna si rivela nascondere un insospettabile segreto. Gli agenti devono cercare di incastrare anche una ipnoterapeuta, che si scopre manipolare la mente delle proprie pazienti per indurle a commettere delle rapine.

## L'arte imita la vita
- Titolo originale: Art Imitates Life
- Diretto da: Kenneth Fink
- Scritto da: Evan Dunsky

### Trama
Una donna viene trovata morta in un parco, ma in una posizione insolita: infatti sembra essere morta in piedi, appoggiata ad un lampione. Mentre Gil e gli agenti della sua squadra si domandano il perché di questa stranezza, un altro corpo viene rinvenuto in stato di rigor mortis, insolitamente sdraiato su una panchina alla fermata dell'autobus. Dopo un attento esame, sembra chiaro che si tratti di omicidio e che l'assassino uccide altrove e poi trasporta i cadaveri sul luogo da lui scelto con una tempistica che consente di trovarli in pieno rigor mortis. Nei giorni seguenti vengono trovati altri corpi in condizioni simili e quindi si palesa l'esistenza di un serial killer. Le indagini portano a scoprire che l'assassino è una specie di macabro artista dalla mente malata. Riley Adams, la nuova arrivata, e Greg, dovranno ingaggiare una gara contro il tempo per salvare l'ennesima vittima innocente.

## Lascia che sanguini
- Titolo originale: Let It Bleed
- Diretto da: Brad Tanenbaum
- Scritto da: Corinne Marinan

### Trama
Una rapina di un balordo, che per evitare l'arresto muore, fa scoprire il corpo della figlia di un signore della droga, ritenuta per questa sua parentela “intoccabile”. Un esame del sangue della ragazza, porta alla scoperta delle modalità e del motivo del suo assassinio. In realtà la ragazza faceva uso di droghe e il titolare di un locale si era rifiutato di vendergliene, mandandola così dai galoppini del padre, che trafugavano la droga nel pesce. La ragazza ha scambiato un'altra sostanza per cocaina e, per salvarle la vita i due le hanno fatto una trasfusione del loro sangue, diverso, uccidendola, e poi facendo ritrovare il cadavere vicino al locale, in modo da far ricadere la colpa sul proprietario.

## La stanza delle torture
- Titolo originale: Leave Out All the Rest
- Diretto da: Kenneth Fink
- Scritto da: Jacqueline Hoyt

### Trama
Il cadavere di un uomo viene ritrovato nel mezzo del deserto, mentre il corpo della moglie è stato bruciato all'interno di un'auto. Dall'autopsia si evince che l'uomo praticava il sadomasochismo. Questo porta Grissom a chiedere la consulenza di Lady Heather. Le indagini portano al coinvolgimento di altre persone ma, nonostante venga trovato un legame tra di esse e le vittime, non si arriva alla soluzione del caso. Grissom ha ricevuto un videomessaggio da parte di Sara e questo lo spinge a passare la notte a casa di Lady Heather.

## Infanzia tradita
- Titolo originale: Say Uncle
- Diretto da: Richard J. Lewis
- Scritto da: Dustin Lee Abraham

### Trama
La squadra di CSI indaga su una sparatoria avvenuta durante una festa, nel quartiere di Corea town, in cui la madre e lo zio di un bambino di nome Parco Bang, vengono assassinati. 

## Vorrei, potrei, dovrei
- Titolo originale: Woulda, Coulda, Shoulda
- Diretto da: Brad Tanenbaum
- Scritto da: Allen MacDonald e Naren Shankar

### Trama
Una decappottabile con due studenti a bordo esce di strada e finisce contro un albero; i giovani muoiono sul colpo. Dai risultati dell'autopsia di uno dei due, Nick capisce che non è stato un semplice incidente; qualcuno li ha voluti “punire”. Intanto, Brass indaga sull'omicidio di una giovane madre, Janelle e del ferimento della figlia, Nora. Inizialmente, tutti gli indizi conducono al marito della donna, Peter Rowe, ma poi si scopre che non era Janelle la vittima designata, bensì proprio Peter Rowe. Intanto, Gil Grissom testimonia davanti alla Corte che dovrà decidere se lasciare Natalie Davis (il killer delle miniature) nell'istituto psichiatrico dove si trova e dove viene curata, o mandarla in carcere a scontare la pena per la quale era stata condannata.

## Canto mortale
- Titolo originale: Young Man with a Horn
- Diretto da: Jeffrey Hunt
- Scritto da: David Rambo

### Trama
Durante una gara canora in TV, una giovane cantante viene uccisa; ad esserne incolpato è un anziano sassofonista, ma si scopre anche che la ragazza aspettava un bambino dall'organizzatore della gara. Nel frattempo, gli agenti devono indagare anche sull'omicidio del proprietario di una casa da gioco.

## Un mostro dal passato
- Titolo originale: 19 Down
- Diretto da: Kenneth Fink
- Scritto da: Carol Mendelsohn e Naren Shankar

### Trama
Alcuni casi di suicidio conducono sulle tracce di un noto serial killer condannato a due ergastoli. Grissom accetta la collaborazione di un famoso patologo legale, il dottor Raymond Langston, per ottenere una pista da seguire che porti al colpevole.

## La decisione di Grissom
- Titolo originale: One to Go
- Diretto da: Alec Smight
- Scritto da: Carol Mendelsohn e Naren Shankar

### Trama
Continuano le indagini relative al killer Haskell. Per individuare il complice, Grissom ha ancora bisogno del dottor Langston. Dopo essere riuscito a risolvere il complicato caso con l'aiuto di Langston, Grissom gli propone di prendere il suo posto alla scientifica.

## Benvenuto dottor Langston
- Titolo originale: The Grave Shift
- Diretto da: Richard J. Lewis
- Scritto da: David Weddle e Bradley Thompson

### Trama
È il primo giorno di lavoro del dottor Raymond Langston. Catherine gli affida un caso di furto con scasso; mentre è impegnato a raccogliere prove con Nick, Langston assiste a un'enorme esplosione proveniente da un'abitazione, nella quale rinvengono il cadavere del padrone di casa. Nel frattempo, gli agenti cercano di abituarsi al nuovo membro dello staff.

## Disarmato e pericoloso
- Titolo originale: Disarmed and Dangerous
- Diretto da: Kenneth Fink
- Scritto da: Dustin Lee Abraham e Evan Dunsky

### Trama
Un agente dell'FBI viene ucciso, e i federali chiedono la collaborazione della scientifica per risolvere il caso. Le indagini portano a Mingus, un lottatore, che si suicida con un colpo di pistola prima di essere arrestato. Intanto, la squadra scopre che il federale ucciso era un falso agente.

## Fritto dorato e menta fresca
- Titolo originale: Deep Fried & Minty Fresh
- Diretto da: Alec Smight
- Scritto da: Corinne Marrinan e Sarah Goldfinger

### Trama
Il direttore di un fast food viene trovato morto nel suo locale; Nick e Langston indagano sul caso. Nel frattempo, Catherine e Greg sono alle prese con la morte di una donna, apparentemente uccisa dal fluoro di un tubetto di dentifricio.

## Errore giudiziario
- Titolo originale: Miscarriage of Justice
- Diretto da: Louis Shaw Milito
- Scritto da: Richard Catalani e Jacqueline Hoyt

### Trama
Una spogliarellista viene trovata morta, avvolta in un tappeto nel bagno di un'auto all'interno del parcheggio di un casinò. La ragazza aveva una relazione con un deputato del Congresso che viene subito accusato della sua morte, nonostante la confessione scritta del capo del suo staff lasciata poco prima di suicidarsi. La giustizia fa il suo corso e dichiara colpevole il deputato ordinandone la carcerazione. I giochi sembrano ormai conclusi, quando un colpo di scena rimescola le carte.

## Gareth
- Titolo originale: Kill Me If You Can
- Diretto da: Nathan Hope
- Scritto da: Allen MacDonald, Bradley Thompson e David Weddle

### Trama
Carsten Pennington, un facoltoso mercante d'arte, Jena Mckin, moglie di un attore e Shawn Hagan, un detective privato, vengono uccisi nella stessa sera. Tutti e tre avevano un animale domestico, un gatto, una tartaruga e un cane, tutti con lo stesso nome: Gareth.

## Legami di sangue
- Titolo originale: Turn, Turn, Turn
- Diretto da: Richard J. Lewis
- Scritto da: Tom Mularz

### Trama
Una ragazza di sedici anni, Haley, viene trovata uccisa fuori dal motel che i suoi genitori gestiscono. Proprio nello stesso motel, Nick aveva indagato mesi prima sulla morte di un'altra donna, e in quell'occasione aveva conosciuto Haley. Le indagini sveleranno la soluzione di entrambi i casi di omicidio.
- Guest star: Taylor Swift
- Nota: Nelle stagioni prima, quarta e sesta vi è rispettivamente un episodio con lo stesso titolo italiano.

## Senza via di scampo
- Titolo originale: No Way Out
- Diretto da: Alec Smight
- Scritto da: Fulvia Charles-Lindsay

### Trama
Durante una sparatoria, la signora Priscilla Hatcher viene ferita alla testa, mentre il guardiano della sua villa, Big French, viene ucciso nel vialetto con una 9 mm. I sospettati, durante la fuga, hanno strisciato su tutte le auto che si trovavano lì parcheggiate. Il figlio della donna ha una casa poco più avanti, ma quando Brass si reca sul posto non c'è nessuno. In ospedale, il ragazzo coinvolto, Marcus Garfield, muore, faceva parte di una gang. Brass rinviene i corpi di altri due ragazzi appartenenti alla stessa gang, uno di loro era Aaron Switz, che però risulterà essere morto prima della sparatoria e freddato con una 22 mm. Mentre stanno compiendo dei rilievi, Langston e Riley vengono tenuti in ostaggio. La squadra scoprirà che il figlio della donna era coinvolto in un giro di spaccio di droga.

## La maschera
- Titolo originale: Mascara
- Diretto da: William Friedkin
- Scritto da: Dustin Lee Abraham e Naren Shankar

### Trama
Silvia, ex studentessa di Langston, viene assassinata. Le indagini portano al mondo del wrestling e Ray scopre che Silvia stava indagando su dei vecchi omicidi irrisolti e capisce che la ragazza doveva aver scoperto qualcosa di scomodo. Jessica, Martina, Maria, altre vittime della follia di un uomo, che credeva di essere guidato dal maligno, la ragazza lo aveva scoperto e stava per denunciarlo.

## Il paracadutista
- Titolo originale: The Descent Of Man
- Diretto da: Christopher Leitch
- Scritto da: Evan Dunsky

### Trama
Pierre rimane gravemente ferito dopo un lancio col paracadute. Dalle indagini, sembra che la maniglia di sgancio sia stata manomessa, ma le analisi del DNA rivelano che nessun altro, all'infuori di Pierre, l'abbia toccata. Intanto, Catherine si occupa di un altro caso che sembra collegato al primo.

## Astro Quest
- Titolo originale: A Space Oddity
- Diretto da: Michael Nankin
- Scritto da: David Weddle, Bradley Thompson e Naren Shankar

### Trama
Durante una convention dedicata alla serie televisiva “Astro Quest”, un uomo viene ucciso, dopo il tentativo di mettere in ridicolo la fiction. I sospetti si concentrano dapprima sui partecipanti, ma sarà un video nascosto a rivelare il vero assassino.

## Il vero colpevole
- Titolo originale: If I Had A Hammer
- Diretto da: Brad Tanenbaum
- Scritto da: Allen MacDonald, Corinne Marrinan e Daniel Steck

### Trama
Catherine torna ad occuparsi di un vecchio caso da tempo archiviato, la cui risoluzione si sospetta essersi basata su false prove. Tutta la squadra è impegnata ad analizzare di nuovo tutte le prove con le moderne apparecchiature, per dimostrare che l'accusa fosse fondata. Catherine riuscirà a ritrovare l'arma del delitto in un posto impensabile, su di un ramo che, dopo diversi anni è diventato un tutt'uno, mantenendo intatte le prove del colpevole. Non solo riusciranno a dimostrare che l'imputato era complice nell'omicidio, ma li condurranno anche alla vera assassina.

## Il concorso
- Titolo originale: The Gone Dead Train
- Diretto da: Alec Smight
- Scritto da: Jacqueline Hoyt

### Trama
Indagando su diversi decessi dei quali non riescono a stabilire la causa, Robbins e Langston scoprono che tutte le vittime, che non si conoscevano tra loro, avevano contratto lo stesso virus. Intanto, Greg investiga sulla morte di una ragazza che seguiva una dieta per partecipare ad un concorso di bellezza.

## Cospirazione e vendetta
- Titolo originale: Hog Heaven
- Diretto da: Louis Shaw Milito
- Scritto da: David Rambo

### Trama
Scratch, il capo di una banda di motociclisti coinvolta nel traffico della droga, riceve una telefonata che lo avverte che uno dei membri, Joey Niagra, in realtà è Jack Nettles, un poliziotto sotto copertura. Scratch dà ordine di uccidere Joey. La squadra di Jim Brass cerca di scoprire chi ha lanciato la soffiata.

## All in
- Titolo originale: All In
- Diretto da: Paris Barclay
- Scritto da: Evan Dunsky, Richard Catalani, Naren Shankar e Phillip Schenkler

### Trama
Un uomo viene ritrovato morto, ucciso con dei colpi di arma da fuoco, nel deserto. Insieme al cadavere, spuntano fuori vecchie fiche di un casinò, chiuso ormai da anni. Queste avrebbero dovuto essere distrutte, ma per una serie di circostanze le cose sono andate diversamente.
- Guest star: Mark Pellegrino (Bruno Curtis)